# Zonneland
Zonneland is een Nederlandstalig educatief kindertijdschrift uit België, uitgegeven door Uitgeverij Averbode. Het weekblad richt zich op kinderen van het vijfde en zesde leerjaar van het lager onderwijs. In januari 2024 werd bekend dat uitgeverij Plantyn, de nieuwe eigenaar, aan het eind van dat schooljaar het weekblad stopzet.

## Geschiedenis
Het weekblad, waarvan een proefnummer voor het eerst verscheen in 1919, kaderde in de Eucharistische Kruistocht-beweging en had als ondertitel Tijdschrift van den Eucharistischen Kruistocht.  De eerste editie verscheen op 4 januari 1920 tezamen met het Franstalige zusterblad Petits Belges. In 1929 werd het eerste stripverhaal gepubliceerd.
Tijdens de Tweede Wereldoorlog was er ernstige papierschaarste, hierdoor verschenen de nummers 42 tot en met 49 in een kleiner formaat.  De edities 50 tot en met 52 telden slechts acht bladzijden, dit reduceerde in 1943 tot vier pagina's. Het blad verscheen tweewekelijks en wijzigde verschillende malen van formaat. Op 29 september 1943 verscheen het (voorlopig) laatste nummer. Het blad werd gecensureerd door de Duitse bezetter en zelfs een tijdlang verboden. Wel zouden er in de periode 1943-'44 gestencilde sluiknummers verschenen zijn om contact te houden met de scholen. Op 5 november 1944 verscheen een bevrijdingsnummer en startte de redactie weer op.
Onder leiding van toenmalig hoofdredacteur en kanunnik Daniël De Kesel, (pseudoniem Nonkel Fons) verwierf het jeugdblad een enorme populariteit. Het werd verspreid via de katholieke scholen aan een democratische prijs. In december 1958 werd Zonneland opgesplitst in twee tijdschriften. Zonnekind richtte zich op de eerste drie leerjaren van het lager onderwijs, het nieuwe Zonneland op de laatste drie leerjaren. In 1966 werden de tijdschriften opnieuw herschikt. Zonneland zou zich voortaan enkel nog richten op het vijfde en zesde leerjaar. Het nieuwe tijdschrift Zonnestraal zou zich richten tot het derde en vierde leerjaar. Ook werd het populaire vakantieboek geïntroduceerd. Vanaf de jaren 1960 daalde het aantal religieuze rubrieken sterk. 
Van 1981 tot 1985 verscheen periodiek de bijlage Contact Zonneland en school. Sinds 2006 verschijnt er periodiek de bijlage YO! (Young Ones), een kinderkrant. Er verschijnen jaarlijks 7 edities, telkens op donderdag. Daarnaast bestaat er sinds 2011 een digitale versie van YO!, die wekelijks wordt geüpdatet met nieuwe artikels en beeldfragmenten (20 edities per schooljaar). De krant wordt in samenwerking met Het Nieuwsblad uitgegeven.